# El Parcet
El Parcet és un monument del municipi de Vilanova de Sau (Osona) inclòs en l'Inventari del Patrimoni Arquitectònic Català.

## Descripció
Masia on es distingeixen dos cossos orientats a migdia, dels quals un és de planta rectangular amb portal d'arc rebaixat. A llevant s'hi adossa una torre amb una única finestra coberta a dos vessants i amb espieres a la part baixa, al costat de la qual s'hi adossa un cos de més baixa alçada. A la part dreta d'aquest primer cos, s'aixeca un altre annexa i consta de planta baixa i dos pisos. Aquest presenta un portal de llinda rectangular i a la part dreta, formant angle amb el cos de l'edificació, s'hi adossa un cos de galeries obertes a nivell del primer pis, sostingudes per pilars de pedra i cobertes a dues vessants. Per sota d'aquest cos, a través d'un pas cobert, s'accedeix al portal de llevant. Construïda bàsicament amb pedra. L'estat de conservació és bo, està habitada.

## Història
Mas que es troba dins l'antiga demarcació de Sau, avui englobada a Vilanova de Sau. Forma part del conjunt de masos que es troben sobre el modern hostal de la Riba. Conserva una vella torre de defensa. No podem precisar les etapes constructives, ja que no hem observat cap llinda datada. Junt amb el mas veí, el Bruguer, forma part del patrimoni del mas Calveria dins el terme de Sant Julià de Vilatorta.